# Josef Podlipnig
Josef Podlipnig (* 21. Juni 1902 in Klagenfurt, Österreich-Ungarn; † 18. Februar 1985 ebenda) war ein österreichischer Politiker der Sozialdemokratischen Arbeiterpartei (SDAP) und der Revolutionären Sozialisten (RS).

## Leben
Podlipnig wurde als unehelicher Sohn einer ledigen Magd geboren. Er machte eine Friseurlehre und besuchte die sozialdemokratische Arbeiterhochschule in Wien. 1922 trat er aus der römisch-katholischen Kirche aus.
Nach dem Ersten Weltkrieg war er als Parteifunktionär der SDAP und Redakteur des sozialdemokratischen „Kärntner Volksblattes“ tätig. Nach dem Verbot der Partei im Jahr 1934 folgte er seinem Parteifreund Joseph Buttinger nach Wien. Als dieser 1935 die Führung der RS übernahm, wurde er dessen Stellvertreter. Noch vor dem „Anschluss“ Österreichs flüchtete er mit Buttinger ins Ausland, wo in Brüssel Ende März 1938 das Führungsgremium der R.S. mit dem Auslandsbüro der österreichischen Sozialdemokraten (ALÖS) zur Auslandsvertretung der österreichischen Sozialisten (AVOES) verschmolzen wurde. Anschließend flüchtete Podlipnig nach Frankreich, wo er im Herbst 1939 im Fußballstadion Colombe in Paris und dann noch ein weiteres Mal im Juni 1940 in Südfrankreich gemeinsam mit dem religiösen Sozialisten Otto Bauer interniert wurde. Podlipnig schied 1940 im Streit mit Otto Leichter und Oscar Pollak aus der AVOES aus. Er emigrierte unter dem Namen Josef Moll in die USA. Spätestens 1971 kehrte er nach Kärnten zurück, blieb aber politisch untätig.